# Cosmic Dealer
Cosmic Dealer was een rockgroep uit Dordrecht. Ze brachten in 1971 hun enige LP uit, genaamd Crystallization.

## Nummers
Enkele nummers van de LP zijn The scene (ook op single uitgebracht), Head in the clouds (een cover van The Gun) en het psychedelische Crystallization.
Crystallization is later ook uitgebracht op cd en elpee

## Opname VPRO
Bij het Nederlands Instituut voor Beeld en Geluid bewaart men een liveopname die de band band maakte voor het VPRO-programma Campus op 29 juli 1971 op het park Toorenvliedt te Middelburg. Op deze opname staat het nog niet eerder uitgebrachte nummer Fast.

## Bandleden
- Frans Poots (zang)
- Jan Reijnders (gitaar, zang) overleden in 2024
- Bas van der Pol (gitaar, zang) overleden in 1991
- Angelo Noce Santoro (bas, zang)
- Ad Vos (drums) overleden in 2018